# Kourtney Kardashian
Kourtney Mary Barker (född. Kardashian), född 18 april 1979 i Los Angeles, Kalifornien, är en amerikansk TV-profil och modell. Hon är dotter till Kris Jenner och den framlidne Robert Kardashian. Hon är även äldre syster till Kim, Khloé och Rob Kardashian och halvsyster till Kendall och Kylie Jenner. Bland hennes styvsyskon märks Brody Jenner.
Tillsammans med sina systrar driver hon klädaffären D-A-S-H som finns i Los Angeles, New York, Hamptons och Miami. Där säljer de bland annat sin egen klädkollektion Kardashian Kollection. De äger även souvenirbutiken Kardashian Khaos som ligger på The Mirage i Las Vegas. 
Sedan 2007 medverkar hon, tillsammans med sin familj, i realityserien Familjen Kardashian. Serien har även fått fyra så kallade spinoffs. Hon medverkar också i bland annat Kourtney and Kim take New York (två säsonger) och Kourtney and Khloé take Miami (en säsong) och Kourtney and Khloe take the Hamptons.
Hon har tre barn från ett tidigare förhållande med Scott Disick.
Hon har även ett barn fött år 2023 med Travis Barker.